# Villeneuve-du-Latou
Pour les articles homonymes, voir Villeneuve.
Villeneuve-du-Latou est une commune française située dans le département de l'Ariège, en région Occitanie. Sur le plan historique et culturel, la commune fait partie du Pédaguès, ancienne appellation remplacée au XXIe siècle par la dénomination géographique de Terrefort ariégeois, constitué des terreforts de Pamiers et de Saverdun, sur la rive gauche de l'Ariège.
Exposée à un climat océanique altéré, elle est drainée par le Latou et par divers autres petits cours d'eau.
Villeneuve-du-Latou est une commune rurale qui compte 154 habitants en 2022, après avoir connu un pic de population de 976 habitants en 1831. Ses habitants sont appelés les Villeneuvoux.
Le patrimoine architectural de la commune comprend un immeuble protégé au titre des monuments historiques : l'église Saint-Martin, classée en 1932.

## Géographie

### Localisation
1. Carte dynamique
2. Carte Openstreetmap
3. Carte topographique
4. Carte avec les communes environnantes

Commune située sur le Latou et l'ancienne route nationale 626 entre Carbonne et Mirepoix. C'est une commune limitrophe avec le département de la Haute-Garonne.

### Communes limitrophes
| Villeneuve-du-Latou est limitrophe de six autres communes dont deux dans le département de la Haute-Garonne. Les communes limitrophes sont Durfort, Le Fossat, Saint-Ybars, Sainte-Suzanne, Gaillac-Toulza et Marliac. Les limites communales de Villeneuve-du-Latou et celles de ses communes adjacentes. \| Saint-Ybars \| Gaillac-Toulza (Haute-Garonne) \| Marliac (Haute-Garonne) \| \| Sainte-Suzanne \| Villeneuve-du-Latou \| Durfort \| \| \| Le Fossat \| \| |                                |                         |
| Saint-Ybars | Gaillac-Toulza (Haute-Garonne) | Marliac (Haute-Garonne) |
| Sainte-Suzanne | Villeneuve-du-Latou            | Durfort                 |
| | Le Fossat                      |                         |

### Géologie et relief
La commune est située dans les Pyrénées, une chaîne montagneuse jeune, érigée durant l'ère tertiaire (il y a 40 millions d'années environ), en même temps que les Alpes. Les terrains affleurants sur le territoire communal sont constitués de roches sédimentaires datant du Cénozoïque, l'ère géologique la plus récente sur l'échelle des temps géologiques, débutant il y a 66 millions d'années. La structure détaillée des couches affleurantes est décrite dans les feuilles « n°1034 - Cazères » et « n°1035 - Saverdun » de la carte géologique harmonisée au 1/50 000ème du département de l'Ariège, et leurs notices associées,.
La superficie cadastrale de la commune publiée par l’Insee, qui sert de références dans toutes les statistiques, est de 6,52 km2,. La superficie géographique, issue de la BD Topo, composante du Référentiel à grande échelle produit par l'IGN, est quant à elle de 6,6 km2.  L'altitude du territoire varie entre 232 m et 369 m.

### Hydrographie

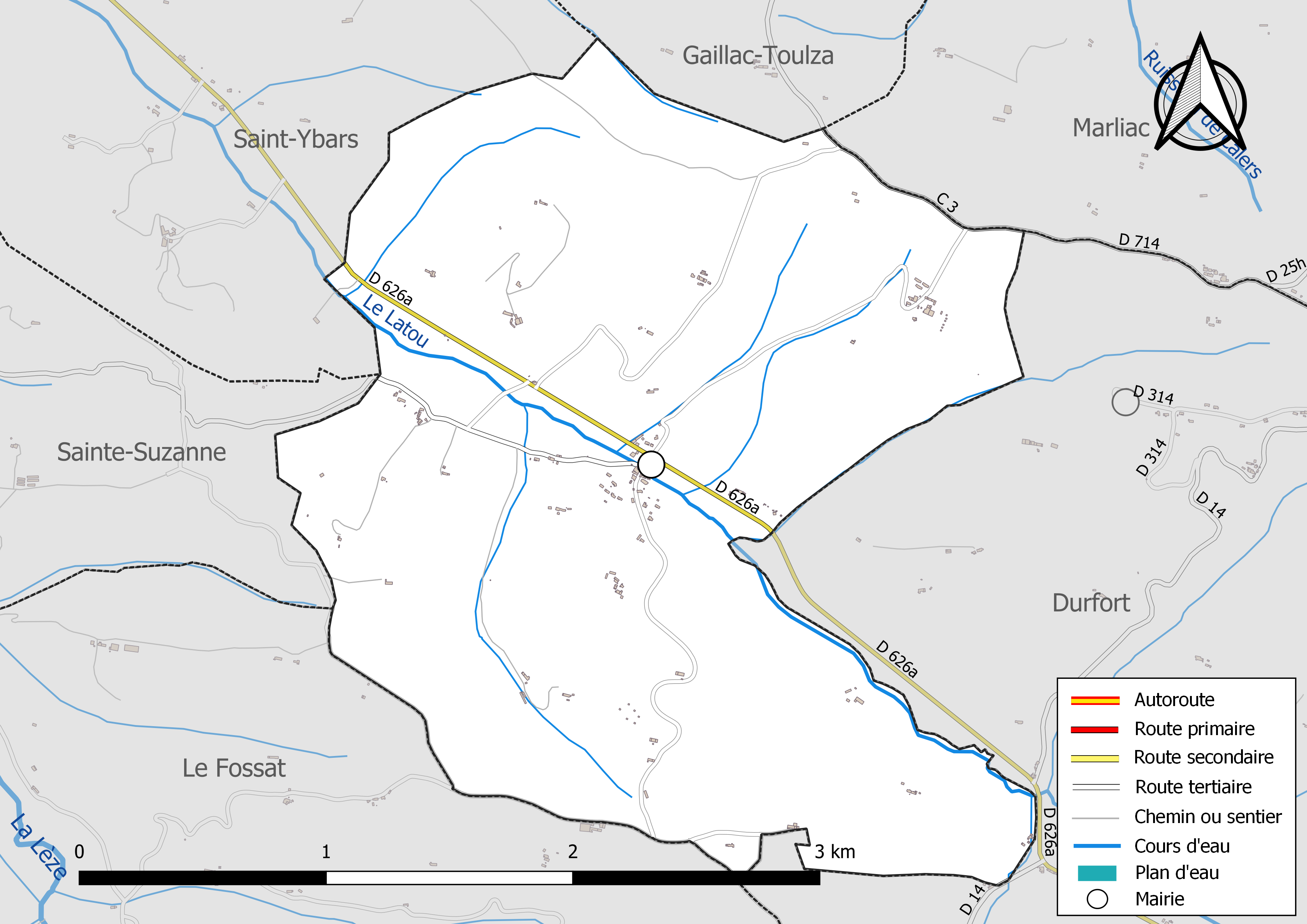
Réseaux hydrographique et routier de Villeneuve-du-Latou.

La commune est dans le bassin versant de la Garonne, au sein du bassin hydrographique Adour-Garonne. Elle est drainée par le Latou et par divers petits cours d'eau, constituant un réseau hydrographique de 11 km de longueur totale,.
Le Latou, d'une longueur totale de 17,2 km, prend sa source dans la commune de Saint-Michel et s'écoule du sud-est vers le nord-ouest. Il traverse la commune et se jette dans la Lèze à Saint-Ybars, après avoir traversé 7 communes.

### Climat
Pour des articles plus généraux, voir Climat de l'Occitanie et Climat de l'Ariège.
En 2010, le climat de la commune est de type climat du Bassin du Sud-Ouest, selon une étude s'appuyant sur une série de données couvrant la période 1971-2000. En 2020, Météo-France publie une typologie des climats de la France métropolitaine dans laquelle la commune est exposée à un climat de montagne et est dans la région climatique Pyrénées centrales, caractérisée par une pluviométrie annuelle de 1 000 à 1 200 mm.
Pour la période 1971-2000, la température annuelle moyenne est de 12,6 °C, avec  une amplitude thermique annuelle de 15,6 °C. Le cumul annuel moyen de précipitations est de 803 mm, avec 9,6 jours de précipitations en janvier et 5,9 jours en juillet. Pour la période 1991-2020 la température moyenne annuelle observée sur la station météorologique la plus proche, située sur la commune de Saint-Ybars à 5 km à vol d'oiseau, est de 13,6 °C et le cumul annuel moyen de précipitations est de 796,5 mm,. Pour l'avenir, les paramètres climatiques de la commune estimés pour 2050 selon différents scénarios d’émission de gaz à effet de serre sont consultables sur un site dédié publié par Météo-France en novembre 2022.

### Milieux naturels et biodiversité
Aucun espace naturel présentant un intérêt patrimonial n'est recensé sur la commune dans l'inventaire national du patrimoine naturel,,.

## Urbanisme

### Typologie
Au 1er janvier 2024, Villeneuve-du-Latou est catégorisée commune rurale à habitat dispersé, selon la nouvelle grille communale de densité à 7 niveaux définie par l'Insee en 2022.
Elle est située hors unité urbaine et hors attraction des villes,.

### Occupation des sols

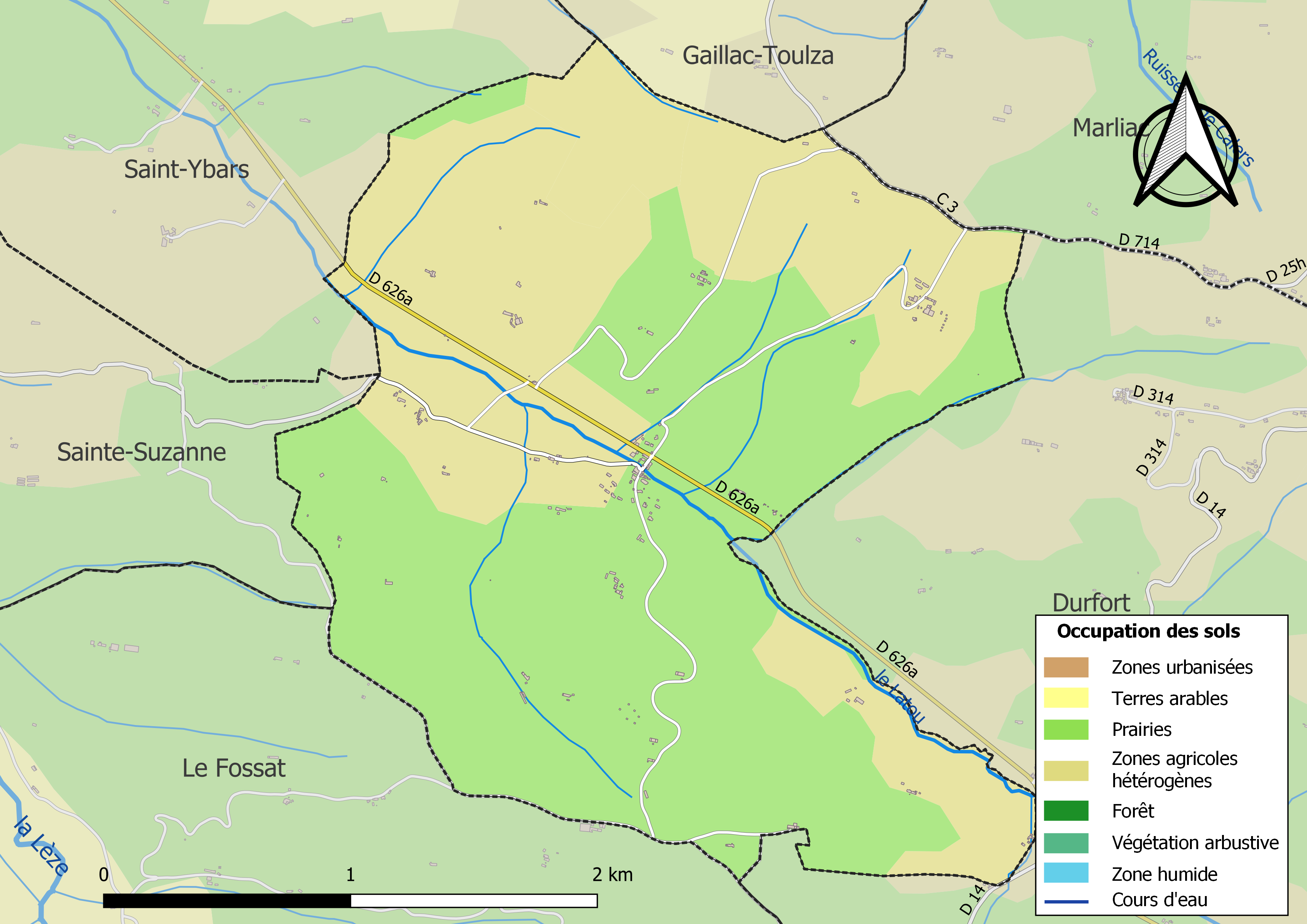
Carte des infrastructures et de l'occupation des sols de la commune en 2018 (CLC).

L'occupation des sols de la commune, telle qu'elle ressort de la base de données européenne d’occupation biophysique des sols Corine Land Cover (CLC), est marquée par l'importance des territoires agricoles (100 % en 2018), une proportion identique à celle de 1990 (100 %). La répartition détaillée en 2018 est la suivante : 
prairies (56,7 %), zones agricoles hétérogènes (43,3 %). L'évolution de l’occupation des sols de la commune et de ses infrastructures peut être observée sur les différentes représentations cartographiques du territoire : la carte de Cassini (XVIIIe siècle), la carte d'état-major (1820-1866) et les cartes ou photos aériennes de l'IGN pour la période actuelle (1950 à aujourd'hui).

### Habitat et logement
En 2018, le nombre total de logements dans la commune était de 76, alors qu'il était de 72 en 2013 et de 60 en 2008.
Parmi ces logements, 87,1 % étaient des résidences principales, 2,9 % des résidences secondaires et 10,1 % des logements vacants. Ces logements étaient pour 90,4 % d'entre eux des maisons individuelles et pour 9,6 % des appartements.
Le tableau ci-dessous présente la typologie des logements à Villeneuve-du-Latou en 2018 en comparaison avec celle de l'Ariège et de la France entière. Une caractéristique marquante du parc de logements est ainsi une proportion de résidences secondaires et logements occasionnels (2,9 %) inférieure à celle du département (24,6 %) mais supérieure à celle de la France entière (9,7 %). Concernant le statut d'occupation de ces logements, 84,6 % des habitants de la commune sont propriétaires de leur logement (84,4 % en 2013), contre 66,3 % pour l'Ariège et 57,5 % pour la France entière.
| Typologie                                               | Villeneuve-du-Latou | Ariège | France entière |
| ------------------------------------------------------- | ------------------- | ------ | -------------- |
| Résidences principales (en %)                           | 87,1                | 65,7   | 82,1           |
| Résidences secondaires et logements occasionnels (en %) | 2,9                 | 24,6   | 9,7            |
| Logements vacants (en %)                                | 10,1                | 9,7    | 8,2            |

### Voies de communication et transports
Accès avec l'ancienne route nationale 626.

### Risques majeurs

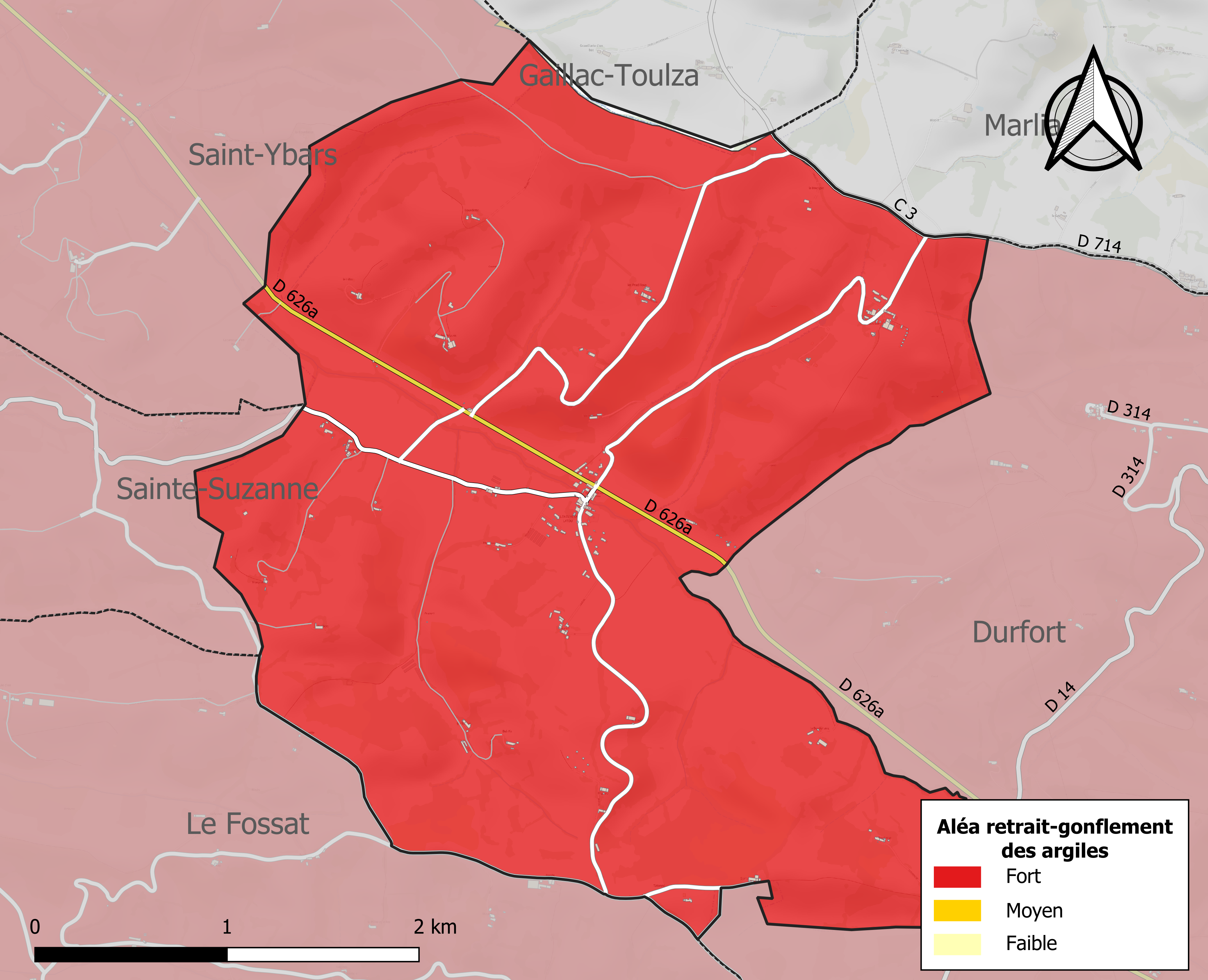
Zonage de l'aléa retrait-gonflement des argiles sur la commune de Villeneuve-du-Latou.

Le territoire de la commune de Villeneuve-du-Latou est vulnérable à différents aléas naturels : inondations, climatiques (grand froid ou canicule), mouvements de terrains et séisme (sismicité faible),.
Certaines parties du territoire communal sont susceptibles d’être affectées par le risque d’inondation par débordement, crue torrentielle d'un cours d'eau, ou ruissellement d'un versant.
Les mouvements de terrains susceptibles de se produire sur la commune sont soit des glissements de terrains soit des mouvements liés au retrait-gonflement des argiles. Près de 50 % de la superficie du département est concernée par l'aléa retrait-gonflement des argiles, dont la commune de Villeneuve-du-Latou. L'inventaire national des cavités souterraines permet par ailleurs de localiser celles situées sur la commune.
Près de 50 % de la superficie du département est concernée par l'aléa retrait-gonflement des argiles, dont la commune de Villeneuve-du-Latou. L'inventaire national des cavités souterraines permet par ailleurs de localiser celles situées sur la commune.

## Toponymie
Attesté en 1337 en Villa Nova Granholleti dans le Cartulaire de Saint-Victor de Marseille, et en Villeneuve de Gragnoulliet sur la Carte de Cassini.

## Histoire
Villeneuve-de-Latou est associée à Durfort jusqu’en 1929 : Villeneuve-du-Latou devient commune par arrêté du 5 avril 1929 (faisait partie de la commune de Villeneuve-Durfort depuis la Révolution, qui prend le nom de Durfort par arrêté du 27 juin 1817 jusqu’à l’ordonnance du 8 février 1832 où elle reprend le nom de Villeneuve-Durfort).

## Politique et administration

### Découpage territorial
La commune de Villeneuve-du-Latou est membre de la communauté de communes Arize Lèze, un établissement public de coopération intercommunale (EPCI) à fiscalité propre créé le 30 octobre 2016 dont le siège est à Le Fossat. Ce dernier est par ailleurs membre d'autres groupements intercommunaux.
Sur le plan administratif, elle est rattachée à l'arrondissement de Saint-Girons, au département de l'Ariège, en tant que circonscription administrative de l'État, et à la région Occitanie.
Sur le plan électoral, elle dépend du canton d'Arize-Lèze pour l'élection des conseillers départementaux, depuis le redécoupage cantonal de 2014 entré en vigueur en 2015, et de la deuxième circonscription de l'Ariège  pour les élections législatives, depuis le redécoupage électoral de 1986.

### Administration municipale
Le nombre d'habitants au recensement de 2017 étant compris entre 100 et 499, le nombre de membres du conseil municipal pour l'élection de 2020 est de onze,.

### Liste des maires
| Période                                  | Période   | Identité        | Étiquette | Qualité           |
| ---------------------------------------- | --------- | --------------- | --------- | ----------------- |
| ?                                        | mars 1971 | Norbert Dedieu  |           |                   |
| mars 1971                                | mars 2014 | Gilbert Rives   | PCF       | Instituteur       |
| mars 2014                                | En cours  | Philippe Jaloux | SE        | Chef d'entreprise |
| Les données manquantes sont à compléter. |           |                 |           |                   |

## Population et société

### Démographie
L'évolution du nombre d'habitants est connue à travers les recensements de la population effectués dans la commune depuis 1793. Pour les communes de moins de 10 000 habitants, une enquête de recensement portant sur toute la population est réalisée tous les cinq ans, les populations de référence des années intermédiaires étant quant à elles estimées par interpolation ou extrapolation. Pour la commune, le premier recensement exhaustif entrant dans le cadre du nouveau dispositif a été réalisé en 2005.

En 2022, la commune comptait 154 habitants, en évolution de +0,65 % par rapport à 2016 (Ariège : +1,48 %, France hors Mayotte : +2,11 %).
| 1793 | 1800 | 1806 | 1821 | 1831 | 1836 | 1841 | 1846 | 1851 |
| ---- | ---- | ---- | ---- | ---- | ---- | ---- | ---- | ---- |
| 499  | 453  | 633  | 617  | 976  | 707  | 709  | 712  | 764  |

| 1856 | 1861 | 1866 | 1872 | 1876 | 1881 | 1886 | 1891 | 1896 |
| ---- | ---- | ---- | ---- | ---- | ---- | ---- | ---- | ---- |
| 739  | 734  | 789  | 760  | 779  | 671  | 672  | 671  | 661  |

| 1901 | 1906 | 1911 | 1921 | 1926 | 1931 | 1936 | 1946 | 1954 |
| ---- | ---- | ---- | ---- | ---- | ---- | ---- | ---- | ---- |
| 619  | 602  | 571  | 509  | 537  | 250  | 216  | 182  | 160  |

| 1962 | 1968 | 1975 | 1982 | 1990 | 1999 | 2005 | 2006 | 2010 |
| ---- | ---- | ---- | ---- | ---- | ---- | ---- | ---- | ---- |
| 139  | 135  | 103  | 113  | 116  | 112  | 108  | 107  | 132  |

| 2015 | 2020 | 2022 | - | - | - | - | - | - |
| ---- | ---- | ---- | - | - | - | - | - | - |
| 152  | 154  | 154  | - | - | - | - | - | - |

| selon la population municipale des années : | 1968 | 1975 | 1982 | 1990 | 1999 | 2006 | 2009 | 2013 |
| Rang de la commune dans le département      | 172  | 193  | 229  | 200  | 201  | 215  | 197  | 186  |
| Nombre de communes du département           | 340  | 328  | 330  | 332  | 332  | 332  | 332  | 332  |

### Enseignement
Villeneuve-du-Latou fait partie de l'académie de Toulouse.

### Culte
Le culte évangélique se célèbre à l'église Assemblée Chretienne Vie Nouvelle.

### Activités sportives
Chasse, pétanque, randonnée pédestre.

## Économie

### Revenus
En 2018  (données Insee publiées en septembre 2021), la commune compte 58 ménages fiscaux, regroupant 139 personnes. La médiane du revenu disponible par unité de consommation est de 19 400 € (19 820 € dans le département).

### Emploi
| Division       | 2008  | 2013   | 2018   |
| -------------- | ----- | ------ | ------ |
| Commune        | 6,3 % | 8 %    | 13,5 % |
| Département    | 8,9 % | 11,1 % | 11,2 % |
| France entière | 8,3 % | 10 %   | 10 %   |

En 2018, la population âgée de 15 à 64 ans s'élève à 98 personnes, parmi lesquelles on compte 66,7 % d'actifs (53,1 % ayant un emploi et 13,5 % de chômeurs) et 33,3 % d'inactifs,. En  2018, le taux de chômage communal (au sens du recensement) des 15-64 ans est supérieur à celui du département et de la France, alors qu'en 2008 la situation était inverse.
La commune est hors attraction des villes,. Elle compte 27 emplois en 2018, contre 20 en 2013 et 17 en 2008. Le nombre d'actifs ayant un emploi résidant dans la commune est de 52, soit un indicateur de concentration d'emploi de 51,5 % et un taux d'activité parmi les 15 ans ou plus de 48,5 %.
Sur ces 52 actifs de 15 ans ou plus ayant un emploi, 16 travaillent dans la commune, soit 31 % des habitants. Pour se rendre au travail, 78,4 % des habitants utilisent un véhicule personnel ou de fonction à quatre roues, 3,9 % les transports en commun, 3,9 % s'y rendent en deux-roues, à vélo ou à pied et 13,7 % n'ont pas besoin de transport (travail au domicile).

### Activités hors agriculture
11 établissements sont implantés  à Villeneuve-du-Latou au 31 décembre 2019.
Le secteur de la construction est prépondérant sur la commune puisqu'il représente 45,5 % du nombre total d'établissements de la commune (5 sur les 11 entreprises implantées  à Villeneuve-du-Latou), contre 14,2 % au niveau départemental.

### Agriculture
La commune fait partie de la petite région agricole dénommée « Coteaux de l'Ariège ». En 2010, l'orientation technico-économique de l'agriculture  sur la commune est la polyculture et le polyélevage.
|                                   | 1988 | 2000 | 2010 |
| --------------------------------- | ---- | ---- | ---- |
| Exploitations                     | 17   | 10   | 10   |
| Superficie agricole utilisée (ha) | 471  | 315  | 259  |

Le nombre d'exploitations agricoles en activité et ayant leur siège dans la commune est passé de 17 lors du recensement agricole de 1988 à 10 en 2000 puis à 10 en 2010, soit une baisse de 41 % en 22 ans. Le même mouvement est observé à l'échelle du département qui a perdu pendant cette période 48 % de ses exploitations. La surface agricole utilisée sur la commune a également diminué, passant de 471 ha en 1988 à 259 ha en 2010. Parallèlement la surface agricole utilisée moyenne par exploitation a baissé, passant de 28 à 26 ha.

## Culture locale et patrimoine

### Lieux et monuments
- Église romane Saint-Martin du XIe siècle, classée Monument historique en 1932.

## Pour approfondir